# Maytenus curtisii
Maytenus curtisii  es una especie de planta de flores perteneciente a la familia  Celastraceae. Es endémica de Malasia y Tailandia Está considerada  en peligro de extinción por pérdida de hábitat.

## Distribución y hábitat
Esta especie se limita a Tailandia y los estados del norte de la península de Malasia. Habita en la selva abierta y cerrada por debajo de los 300 metros. En ocasiones se encuentra en los bosques costeros y de suelos de piedra caliza.

## Taxonomía
Maytenus curtisii  fue descrita por (King) Ding Hou y publicado en Flora Malesiana 6: 240 1963.
Etimología
Maytenus: nombre genérico de  maiten, mayten o mayton, un nombre mapuche para la especie tipo Maytenus boaria.
curtisii: epíteto